# العلاقات بين الاتحاد الأوروبي والمغرب
تعتمد العلاقات بين المغرب والاتحاد الأوروبي بشكل أساسي على سياسة الجوار الأوروبي (ENP) والشراكة الأورومتوسطية والاتحاد من أجل المتوسط. من بين الدول الخاضعة لسياسة الجوار، تم الاعتراف بمكانة المغرب المتقدمة، والانفتاح على مستويات عالية من التعاون السياسي.
تم تأسيس الروابط القانونية الرئيسية بين المغرب والاتحاد بموجب اتفاقية الشراكة لعام 2000. تغطي عدة اتفاقيات أخرى المجالات القطاعية، بما في ذلك اتفاقية الصيد البحري بين الاتحاد الأوروبي والمغرب في عام 2006 واتفاقية السماوات المفتوحة.
فرضت المصالح المتداخلة بين المغرب والاتحاد الأوروبي إقامة الشراكة بينهما والعمل على تطويرها، لكن هذه الشراكة تصطدم ببعض الصعوبات منها الهجرة السرية والإرهاب الدولي وآفة المخدرات ووضعية العمال المغاربة في المهجر.

## كرونولوجيا
- في سنة 1963 انطلقت المفاوضات بين المغرب والمجموعة الأوروبية التي آلت إلى إبرام اتفاقية تجارية تفضيلية بين الطرفين سنة 1969.
- في سنة 1976 تم التوقيع على اتفاقية حصل المغرب بموجبها على هبات لفائدة التنمية الاقتصادية والاجتماعية[2]
- في سنة 1987 تقدم المغرب بطلب الانضمام إلى المجموعة الأوروبية، غير أن هذه الأخيرة كان ردها سلبيا بدعوى أن المغرب لا ينتمي إلى القارة الأوروبية.
- حدد إعلان برشلونة (1995) أسس الشراكة الأوروبية المتوسطية في الميادين السياسية والاقتصادية والاجتماعية والإنسانية، وعلى ضوء ذلك تم التوقيع سنة 1996 على اتفاقية الشراكة بين المغرب والاتحاد الأوروبي.[3]
- في فاتح مارس سنة 2000 شرع في تفعيل هذه الاتفاقية.

## العلاقات القانونية بين المغرب والاتحاد الأوروبي
تعود العلاقات الدبلوماسية بين المغرب والاتحاد الأوروبي إلى عام 1960، عندما تم إبرام اتفاقية تجارية مع المجموعات الأوروبية. وفي عام 1976 تم التوقيع على أول اتفاقية تعاون.
وفي مؤتمر برشلونة عام 1995، تم تدشين الشراكة الأورومتوسطية، التي أرست سياسة ذات أهداف طموحة وطويلة المدى في مجالات الشراكة السياسية والأمنية، والشراكة الاقتصادية والمالية والتعاون في الشؤون الاجتماعية والثقافية والإنسانية.
شكلت بداية عهد الملك محمد السادس في يوليوز 1999 تحولا كبيرا نحو مزيد من التعاون والتفاهم والشراكة. ومن أجل تحسين التعاون الأورومتوسطي، أبرم الاتحاد الأوروبي والمغرب اتفاقية الشراكة بين الاتحاد الأوروبي والمغرب. تشكل هذه الوثيقة المؤرخة في 1 مارس 2000 الأساس القانوني للعلاقات بين المغرب والاتحاد الأوروبي.
ومع تدشين سياسة الجوار الأوروبي والاتحاد من أجل المتوسط، قام المغرب والاتحاد الأوروبي بصياغة واعتماد خطة عمل سياسة الجوار الأوروبي في يوليو 2005، والتي تحدد الخطوات التالية للتعاون. وبموجب خطة عمل الجوار، شرع المغرب في بذل جهد كبير للانضمام إلى تشريعات ومعايير الاتحاد الأوروبي. ومن شأن ذلك أن يمكّنه من التقدم تدريجياً في الإمكانيات التي توفرها سياسة الجوار، ولا سيما التقدم بما يتجاوز العلاقات القائمة نحو درجة كبيرة من التكامل. ويشمل ذلك السماح للمغرب بالمشاركة في السوق الموحدة والمشاركة تدريجيا في برامج الاتحاد الأوروبي. وسيتطلب ذلك جهدا كبيرا من جانب المغرب لخلق الظروف التشريعية والمؤسسية اللازمة. وينعكس هذا الطموح في الوضع المتقدم الذي يتمتع به المغرب مع الاتحاد الأوروبي والذي يعتبر "أكثر من مجرد ارتباط وأقل من الانضمام".
ومع منح الوضع المتقدم للمغرب في 13 أكتوبر 2008، اكتسبت الشراكة مستوى رفيعا من التعاون السياسي. عُقدت القمة الأولى بين الاتحاد الأوروبي والمغرب في 7 مارس 2010.

### الاتفاقيات الثنائية
تم توقيع اتفاقيات الصيد البحري (وآخرها اتفاقية الشراكة بين الاتحاد الأوروبي والمغرب في مجال صيد الأسماك لعام 2006) بشكل دوري بين المغرب والاتحاد الأوروبي منذ الثمانينيات، مما يسمح للسفن الأوروبية (خاصة الإسبانية والبرتغالية) بالصيد في المياه المغربية مقابل مساهمة نقدية.
منذ عام 2000، وقع المغرب والاتحاد الأوروبي العديد من الاتفاقيات الثنائية. مختلف اتفاقيات التجارة الحرة التي صادق عليها المغرب مع شركائه الاقتصاديين الرئيسيين مثل اتفاقية منطقة التجارة الحرة الأورومتوسطية. وأعلن الجانبان مؤخرًا عن خطط لتوسيع اتفاقية التجارة الحرة بينهما لتشمل ليس فقط السلع، بل أيضًا الزراعة والخدمات، مما يمنح المغرب تقريبًا نفس الاتفاق مع أوروبا مثل الدول الأعضاء مع بعضها البعض. وتعد هذه الاتفاقيات جزءا من منطقة التجارة الحرة الأورومتوسطية الموقعة في برشلونة بإسبانيا عام 1995.
كما وقع المغرب والاتحاد الأوروبي على اتفاقية الأجواء المفتوحة. وهذه الاتفاقية هي الأولى على الإطلاق لأوروبا خارج حدودها. وقد دخلت حيز التنفيذ في صيف عام 2006.
وفي عام 2017، أثارت فيديريكا موغيريني، الممثلة السامية للاتحاد للشؤون الخارجية والسياسة الأمنية للاتحاد الأوروبي، جدلا وارتباكا دبلوماسيا بسبب تصريحها بأن الاتفاقيات التجارية بين المغرب والاتحاد الأوروبي لن تتأثر بحكم 2016 الذي أصدرته محكمة العدل الأوروبية بشأن نطاق التجارة مع المغرب. وأكد هذا الحكم أن الصفقات التجارية الثنائية، مثل اتفاقية الشراكة بين الاتحاد الأوروبي والمغرب في مجال مصايد الأسماك، تغطي فقط المنتجات الزراعية ومنتجات الصيد التي تنشأ داخل حدود المغرب المعترف بها دوليا، وبالتالي تستبعد صراحة أي منتج مصدره الصحراء الغربية أو مياهها الإقليمية. يرفض المجتمع الدولي، بما في ذلك الاتحاد الأوروبي، بالإجماع مطالبة المغرب الإقليمية بالصحراء الغربية.

### طلب العضوية
في عام 1987، تقدم المغرب بطلب للانضمام إلى المجموعات الأوروبية (مقدمة الاتحاد الأوروبي). تم رفض الطلب على أساس أن المغرب لا يعتبر "دولة أوروبية" وبالتالي لا يمكنه الانضمام. كان معيار العضوية الجغرافي هذا جزءًا من معاهدات الاتحاد الأوروبي والمعاهدات التي سبقته منذ اتفاقية روما (المادة 237 من معاهدة إنشاء الجماعة الاقتصادية الأوروبية) وتم إدراجه لاحقًا أيضًا ضمن شروط كوبنهاغن. وكان الرفض متوقعًا، إذ قام الملك الحسن الثاني بجسّ النبض قبل عامين وتلقى مثل هذا الرد.

### حقوق الإنسان
في 19 يناير 2023، أدان البرلمان الأوروبي المغرب لأول مرة منذ 25 عامًا، حيث دعا البلاد إلى احترام حرية الإعلام والإفراج عن جميع السجناء السياسيين والصحفيين المسجونين، ولا سيما قضية عمر الراضي. في 23 يناير، صوت البرلمان المغربي على إعادة النظر في العلاقات مع البرلمان الأوروبي ووصف ذلك بأنه "اعتداء غير مقبول على سيادة وكرامة واستقلال المؤسسات القضائية في المملكة".

## التعاون الاقتصادي
يتصدر المغرب قائمة الشركاء الذين استفادوا من الدعم المالي من الاتحاد الأوروبي كجزء من مساعدات الجوار، حيث حصل على حوالي 205 مليون يورو في عام 2009 (654 مليون يورو في الفترة 2007-2010). ومن أجل مساعدة البلاد في هذه المرحلة القانونية الجديدة من العلاقات الثنائية، زاد الاتحاد الأوروبي المساعدات للفترة 2011-2013.
في ديسمبر 2009، منح الاتحاد الأوروبي المغرب منحة قدرها 771 مليون درهم مغربي (100 مليون دولار أمريكي) لتشجيع الاستثمارات والصادرات، والمساهمة في تمويل مشروع طرامواي الرباط - سلا.[بحاجة لمصدر أفضل]

### البروتوكولات المالية (1977-1996)
بموجب البروتوكولات المالية الأربعة لاتفاقية التعاون لعام 1976 الموقعة بين المجموعة الأوروبية (سلف الاتحاد الأوروبي) والمغرب، تلقى المغرب ما مجموعه 1091 مليون يورو،[محل شك] بما في ذلك 574 مليون يورو من ميزانية الجماعة و بقيمة 518 مليون يورو على شكل قروض من الموارد الخاصة لبنك الاستثمار الأوروبي. أعطت البروتوكولات الأولوية القطاعية للتنمية الريفية (46%). وكانت قطاعات النشاط الأخرى حسب الأهمية: البنية التحتية الاقتصادية (17%)، القطاع الاجتماعي (15.6%)، القطاع الخاص (10%)، التدريب المهني (10%) والمجتمع المدني (0.4%).

### برنامج ميدا (MEDA)
يعد برنامج ميدا (الذي تم تبنيه في يوليو 1996) الأداة المالية الرئيسية للاتحاد الأوروبي لتنفيذ الشراكة الأورومتوسطية. بلغت موارد الميزانية المخصصة في إطار ميدا 3.4 مليار يورو للفترة 1995-1999[محل شك] و5.4 مليار يورو للفترة 2000-2006. أصبح المغرب المستفيد الرئيسي من برنامج ميدا، حيث بلغ مجموع الالتزامات 1.472 مليون يورو للفترة 1995-2006، منها 660 مليون يورو في إطار ميدا 1 (1995-1999)[محل شك] و812 مليون يورو في إطار ميدا 2 (2000-2000). 2006).
وقد تطرق تعاون ميدا إلى كافة المجالات الاجتماعية والاقتصادية في المغرب. وتم وضع العديد من برامج التكيف الهيكلي في قطاعات أساسية مثل المالية والضرائب والمياه والنقل والصحة والتعليم والخدمة المدنية، بالإضافة إلى التوأمة والتبادلات في الخدمات مثل الجمارك والبيئة والشباب والنقل والعدالة. تم تنفيذ برامج استثمارية لدعم تنمية المشاريع، والتدريب المهني في قطاعات السياحة، والنسيج، وتكنولوجيا المعلومات والاتصالات، وتطوير وسائل النقل البري الوطنية مثل "روكيد" البحر الأبيض المتوسط والشبكة الريفية، وتطوير البنية التحتية الريفية المتكاملة، والمياه. وبرامج الصرف الصحي في المناطق الريفية (PAGER)، وتدابير للتعامل مع الموائل غير الصحية للتخلص من الأحياء الفقيرة وتحسين الوصول إلى المرافق الاجتماعية. كما تم توجيه أموال ميدا إلى الهجرة بهدف تعزيز إدارة أفضل لتدفقات الهجرة. ويتعلق التعاون المالي أيضا بحماية البيئة وتعزيز حقوق الإنسان والحريات الأساسية.
في الفترة 1996-2006، حصل المغرب على تمويل يبلغ إجماليه حوالي 15 مليون يورو في إطار خطوط ميزانية الاتحاد الأوروبي الأفقية، ولا سيما ديمقراطية ميدا، والبيئة، وLIFE، وECIP، ومكافحة الإيدز، والتمويل المشترك للمنظمات غير الحكومية، ومكافحة المخدرات، بالإضافة إلى 10 يورو. مليون دولار في إطار ميزانية البرنامجين الإطاريين الخامس والسادس للبحث والتكنولوجيا والتنمية، اللذين شارك فيهما أزيد من 160 فريقا مغربيا.

## التعاون السياسي
في عام 2006، أعلنت مفوضة الاتحاد الأوروبي للعلاقات الخارجية، بينيتا فيريرو فالدنر، "أننا [الاتحاد الأوروبي] لدينا بالفعل علاقة وثيقة للغاية مع المغرب، ونحن ندرس منحهم وضعًا أكثر تقدمًا".
وفي عام 2008، كان المغرب أول بلد في المنطقة يحصل على وضع متقدم، مما يجعله رائدا في سياسة الجوار الأوروبي. ويشكل الاتفاق "خارطة طريق" تعمل على توسيع نطاق العلاقات الثنائية بين الاتحاد الأوروبي والمغرب من خلال تحديد أهداف جديدة في ثلاثة مجالات رئيسية: علاقات سياسية أوثق، مع عقد قمة دورية بين الاتحاد الأوروبي والمغرب وإنشاء آليات للتشاور على المستوى الوزاري، وتكامل السوق الموحدة على أساس التبني التدريجي لمكتسبات المجموعة والتعاون القطاعي؛ والتركيز على البعد الإنساني.
عُقدت القمة الأولى بين الاتحاد الأوروبي والمغرب في 7 مارس 2010. وكانت الأولى من نوعها بين الاتحاد الأوروبي ودولة عربية أو إفريقية. وقدم عباس الفاسي وهيرمان فان رومبوي ودوراو باروسو للصحافة نتائج القمة، مشيدين بالحدث الذي يبشر بعهد جديد في الشراكة المتميزة والاستراتيجية. اختتمت قمة غرناطة بين الاتحاد الأوروبي والمغرب بتقييم إيجابي لتطور العلاقات بينهما والالتزام بالبناء على جوانبها السياسية والاقتصادية والاجتماعية، وكذلك لبدء عملية التفكير في شكلها "التعاقدي" المستقبلي. وفيما يتعلق بالشراكة الثنائية، يحدد الإعلان المشترك تدابير ملموسة لتعزيز الإنجازات وأجندة تنفيذية للمستقبل، في إطار الوضع المتقدم الذي تحدده العلاقة بين المغرب والاتحاد الأوروبي. كما تناولت القمة حالة العلاقات بين الاتحاد الأوروبي والمغرب والتطورات المستقبلية، بالإضافة إلى الموضوعات الأخرى ذات الاهتمام المشترك مثل الحالة السياسية للصحراء الغربية، والوضع في منطقة المغرب العربي والساحل، والاتحاد من أجل المتوسط.
قام المفوض الأوروبي للتوسيع وسياسة الجوار الأوروبية، شتيفان فول، بزيارة إلى المغرب في يناير 2012. وقال إنه سعيد للغاية بتطورات الإصلاح وأن البلاد تسير في الاتجاه الصحيح، ولكن لا تزال هناك حاجة إلى إجراء بعض التحسينات والبلد يعمل حاليًا عليها.

### مشاكل
لقد حلت الهجرة غير الشرعية والإرهاب بالفعل محل القضايا المدرجة على جدول الأعمال والتي كانت مهمة من قبل، مثل التجارة (أي الزراعة وصيد الأسماك) وتهريب المخدرات. ابتداءً من عام 2000، حرصت السلطات المغربية والاتحاد الأوروبي على العمل معًا بشكل أوثق من خلال تبادل المعلومات الاستخبارية والتعاون في مراقبة الحدود.
كانت حقوق الإنسان قضية أثرت في العلاقات بين المغرب والاتحاد الأوروبي لعقود من الزمن. والآن، أشاد العديد من المسؤولين الأوروبيين بالجهود التي بذلها المغرب في مجال حقوق الإنسان.
هناك قضية ساخنة أخرى تتعلق بالنزاعات الإقليمية. ففي يوليو 2002، وقعت مناوشات بين إسبانيا والمغرب خلال أزمة جزيرة ليلى. وعلى الرغم من تراجع التوترات منذ وصول الحزب الاشتراكي الإسباني إلى السلطة، إلا أن المدينتين المٌحتلتين سبتة ومليلية لا تزالان تمثلان عقبة بين البلدين الجارين. في أكتوبر 2006، اندلع جدل دبلوماسي بين المغرب وإسبانيا عندما رفض المغرب دخول حزمة مساعدات إسبانية تتكون من 150 مركبة دورية لمكافحة الهجرة غير الشرعية من سبتة. وتم حل هذه المشكلة لاحقاً من خلال تسليم البضائع على مسافة 50 كلم قبالة سواحل طنجة.
لقد كان صراع الصحراء الغربية دائما على جدول الأعمال. ويسعى المغرب منذ فترة طويلة إلى اعتراف أوروبي رسمي بحقوقه في المنطقة المتنازع عليها.
في 17 مايو 2021، وقعت حادثة بين المغرب وإسبانيا، تم فيها عبور أعداد كبيرة من الأشخاص على طول شواطئ الحدود بين البلدين في اتجاه سبتة ومليلية في إسبانيا. ونشأ الأمر بسبب تدهور العلاقات الدبلوماسية بين النظام المغربي وحكومة إسبانيا، بعد اعتراف الأخيرة بنقل الممثل الرئيسي لحركة استقلال الصحراء الغربية (جبهة البوليساريو) إلى مستشفى إسباني بمنطقة لا ريوخا، في أبريل 2021. في 24 يونيو 2022، وقع حادث أدى إلى مقتل 23 مهاجرًا بعد محاولة الهجرة غير الشرعية نحو مليلية.

## مبادئ وأهداف اتفاقية الشراكة بين المغرب والاتحاد الأوروبي
- نصت اتفاقية الشراكة المغربية الأوروبية على مبادئ أساسية وتتمثل في إرساء علاقات متوازنة قائمة على مبادئ التبادل والشراكة والتنمية المشتركة في إطار مبادئ الديمقراطية وحقوق الإنسان.

تعددت مجالات أهداف اتفاقية الشراكة:
1. المجال السياسي: إقامة الحوار السياسي من أجل تعزيز العلاقات بين الطرفين، والتشاور والتقارب والتفاهم، وطرح القضايا والاهتمامات والدفاع عن المصالح بينهما.
2. المجال الاقتصادي: دراسة المواضيع الاقتصادية المشتركة من بينها المبادلات التجارية، الاستثمار، التنافس، التعاون الاقتصادي
3. المجال الاجتماعي: تنمية التعاون الاجتماعي، المساعدة الصحية، التشغيل.
4. المجال الثقافي: التعاون الثقافي والتربوي والعلمي والتقني، وتبادل الخبراء والتجارب، والتواصل والاتصال.[1]

- مجالات أخرى: منها التعاون المالي وحماية البيئة.

### جوانب أخرى للتعاون في إطار الشراكة بين المغرب والاتحاد الأوروبي
- في سنة 2005 جدد المغرب اتفاقية الشراكة مع الاتحاد الأوروبي في مجال الصيد البحري:

تمتد الاتفاقية على مدى أربع سنوات، وتنص على تقليص الكمية المسموح باصطيادها، والترخيص فقط للسفن التقليدية التي تستعمل آليات صيد انتقائية، واستثناء المصايد الحساسة والخاضعة لضغط قوي، والعمل بنظام التدبير بالحصص للأسماك السطحية في المنطقة الجنوبية مقابل منح المغرب تعويض مالي سنوي، بالإضافة إلى تفريغ نسبة من المنتوج بالموانئ المغربية وتوفير الشغل لحوالي 300 بحار على متن السفن الأوروبية المرخص لها.
- تعززت العلاقات المغربية الأوروبية في مختلف الميادين:
- يعتبر الاتحاد الأوروبي الشريك التجاري الأول للمغرب بحوالي 70 في المائة من المبادلات الخارجية، وتتشكل صادرات المغرب في معظمها من النسيج والمواد الغذائية والخضر والفواكه والأسماك والحامض الفسفوري والمعادن، في المقابل تغلب المنتجات الصناعية على الواردات، وينتمي القسم الأكبر من الاستثمارات الأجنبية بالمغرب لدول الاتحاد الأوروبي، كما يعتمد المغرب بنسبة مهمة على الاتحاد الأوروبي من حيث مداخيل السياحة وتحويلات العمال المغاربة، ويحتل الأوروبيون صدارة الجالية الأجنبية بالمغرب.
- يعد المغرب أول مستفيد من برنامج ميدا من خلال نوعين من العمليات هما:[3]

1. المساعدة التقنية والتجهيزات والأشغال قي ميادين متعددة
2. المساعدة في الميزانية لتحفيز المغرب على القيام بالإصلاحات الإستراتيجية والصعبة (النقل، القطاع البنكي)

- في سنة 2005 وقع الاتحاد الأوروبي على عقد للدعم المالي مع منظمات المجتمع المدني المغربي في إطار المبادرة الأوروبية لدعم الديمقراطية وحقوق الإنسان.